# Мнацаканян, Давид Вазгенович
Дави́д Вазге́нович Мнацаканя́н (арм. Դավիթ Մնացականյան; род. 31 октября 1949, Ереван, Армянская ССР, СССР) — советский и российский дипломат и композитор. Имеет дипломатический ранг Чрезвычайного и Полномочного Посланника 2 класса.

## Биография
Окончил специализированную музыкальную школу при Ереванской консерватории по классу скрипки и работал в симфоническом оркестре Гостелерадио Армении.
В 1974 г. с отличием окончил Московский государственный институт международных отношений (МГИМО) МИД СССР.
Владеет английским и немецким языками.

## Дипломатическая служба
C 1974 года работал на различных должностях в центральном аппарате Министерства иностранных дел и за рубежом: в Берлине, Вене и Бонне.
1999—2001 — консул-советник Генерального консульства Российской Федерации в Бомбее (Мумбаи).
2001—2004 — старший советник Посольства Российской Федерации в Индии (Нью-Дели).
2004—2005 — заместитель директора Первого департамента стран СНГ МИД России.
2005−2011 — Генеральный консул Российской Федерации в Гётеборге (Швеция). В указанные годы был членом Королевского клуба Швеции (Royal Bachelor’s Club).
Имеет награды по дипломатической службе. В 2019 году (в год своего 70-летия) также был награжден медалью Международного фонда памяти Арно Бабаджаняна и медалью «Герб Дома Лазаревых» — обе медали присвоены ему за вклад в развитие российско-армянских культурных отношений.

## Музыка
С 2008 года начал писать музыкальные композиции. Является автором произведений «My Way», «Ulrika», «Spring», «Christmas Fantasy». Является соавтором фортепианного концерта с оркестром #2, ор. 27 Алексея Курбатова.
Его музыка исполнялась на чемпионатах мира и Европы по фигурному катанию в Гётеборге, Хельсинки, Праге, Париже, Турине, Токио, Лейк-Плэсиде, а в 2010 году на зимних Олимпийских играх в Ванкувере. Под неё свою программу исполнил фигурист Адриан Шультхайсс из Швеции — страны, в которой в это время Д. Мнацаканян служил Генеральным консулом Российской Федерации.
Произведения Давида Мнацаканяна исполнялись ведущими музыкальными коллективами, такими как Симфонический оркестр Москвы «Русская филармония», Академический симфонический оркестр Санкт-Петербургской филармонии им. Д. Д. Шостаковича, Национальный филармонический оркестр Армении, Симфонический оркестр Национального академического театра оперы и балета им. А. Спендиаряна, Центральный военный оркестр Министерства обороны России, Санкт-Петербурский фестивальный оркестр, Калиниградский камерный оркестр государственной филармонии им. Е. Ф. Светланова.
Сочинения композитора вошли в репертуар всемирно известных музыкантов — Александра Гиндина (Россия), Роберта Веллса (Швеция), Никиты Мндоянца (Москва), Алексея Курбатова (Москва), Андрея Бараненко (Санкт-Петербург), Соны Аршакян (Москва), дудукиста Норайра Барсегяна (Москва).
В Москве, Ереване и Минске в юбилейный год композитора прошли авторские вечера, посвященные 10-летию его творческого пути.
В 2019 году занесен в Книгу рекордов России. Рекорд: «Наибольший возраст дипломата — автора музыкальной композиции, исполненной во время выступления спортсмена на Чемпионате мира по фигурному катанию. Результат: 58 лет 71 день».